# Championnat de Belgique féminin de football 1992-1993
 (novembre 2024).
Si vous disposez d'ouvrages ou d'articles de référence ou si vous connaissez des sites web de qualité traitant du thème abordé ici, merci de compléter l'article en donnant les références utiles à sa vérifiabilité et en les liant à la section « Notes et références ».
Navigation
Saison précédente Saison suivante
Le championnat de Belgique féminin de football 1992-1993 est la 22e édition du championnat de première division belge de football féminin. Il se dispute lors de la saison 1992-1993. 
Ce championnat est disputé par quatorze équipes. Il est remporté par Herk Sport dont c'est le 3e et dernier titre. 

## Classement
| Rang | Équipe                   | Pts | J  | G  | N | P  | Bp | Bc | Diff |
| ---- | ------------------------ | --- | -- | -- | - | -- | -- | -- | ---- |
| 1    | Herk Sport               | 49  | 26 | 24 | 1 | 1  | 81 | 18 | +63  |
| 2    | Standard Fémina de Liège | 44  | 26 | 21 | 2 | 3  | 85 | 16 | +69  |
| 3    | RWD Herentals            | 37  | 26 | 16 | 5 | 5  | 62 | 25 | +37  |
| 4    | Brussel Dames 71         | 33  | 26 | 15 | 3 | 8  | 57 | 37 | +20  |
| 5    | KFC Rapide Wezemaal      | 33  | 26 | 14 | 5 | 7  | 54 | 31 | +23  |
| 6    | Elen Standard            | 25  | 26 | 11 | 3 | 12 | 42 | 51 | -9   |
| 7    | DVC Kuurne               | 22  | 26 | 8  | 6 | 12 | 40 | 50 | -10  |
| 8    | Eva's Kumtich            | 20  | 26 | 9  | 2 | 15 | 33 | 47 | -14  |
| 9    | Jong Nijlen              | 20  | 26 | 7  | 6 | 13 | 31 | 52 | -21  |
| 10   | Dames VK Egem            | 19  | 26 | 8  | 3 | 15 | 31 | 56 | -25  |
| 11   | Kamillekes Alost         | 18  | 26 | 7  | 4 | 15 | 31 | 45 | -14  |
| 12   | Astrio Begijnendijk      | 16  | 26 | 5  | 6 | 15 | 18 | 53 | -35  |
| 13   | Stade Brainois           | 15  | 26 | 5  | 5 | 16 | 22 | 68 | -46  |
| 14   | KSV Cercle Bruges        | 13  | 26 | 3  | 7 | 16 | 24 | 62 | -38  |